# Accuracy International AW50
Accuracy International AW50 (AL  AW50) — британская крупнокалиберная снайперская винтовка.
Для стрельбы из AW50 применяются винтовочные патроны калибра 12,7×99 мм ( .50 BMG). Технически представляет собой 5-зарядную винтовку с продольно-скользящим поворотным затвором. Подача патронов при стрельбе производится из отъёмных коробчатых магазинов ёмкостью 5 патронов.
Винтовка комплектуется оптическим прицелом. Является частью линейки AW ( Arctic Warfare)

## Описание
Крупнокалиберная снайперская винтовка AI AX50 была разработана компанией «Accuracy International» в конце 90-х годов по заказу Министерства обороны Великобритании и вооруженных сил Австралии специально для Специальной Авиадесантной Службы Её Величества и спецподразделений Австралийской армии.

## Технические характеристики винтовки AI AW50[2]
- Калибр, мм	12.7х99 (.50 BMG)
- Длина, мм	1420
- Длина ствола, мм	686
- Вес без патронов, кг	15 (с сошками)
- Емкость магазина, кол. патронов	5
- Начальная скорость пули, м/с	925
- Прицельная дальность стрельбы, м	2000

## Варианты и модификации
- AW50F — со складным прикладом (F = «folding stock variant»)

## Эксплуатанты
| - Австралия - Великобритания - Германия - Малайзия | - Португалия - Ирландия - Словакия - Республика Корея |